# A debreceni református nagytemplom orgonája

## Diszpozíció
| Pedal | I. Positiv | II. Hauptwerk | III. Schwellwerk |
| --- | --- | --- | --- |
| Contrabass 32' Prinzipalbass 16' Violonbass 16' Subbass 16' Gross Nasard 102/3' Octavbass 8' Prinzipal 8' Bassflöte 8' Locatio 4x 51/3' Choralpfeife 4' Pedalmixtur 4x 22/3' Bombarde 32' Posaune 16' Trompete 8' Clairon 4' | Lieblichgedackt 16' Prinzipal 8' Bourdonflöte 8' Praestant 4' Rohrflöte 4' Nasat 22/3' Octav 2' Terz 13/5' Quint 11/3' Scharf 5-6x 1' Trompete 8' Cromorne 8' | Praestant 16' Prinzipal 8' Doppelflöte 8' Gemshorn 8' Octav 4' Flöte 4' Terz 31/5' Quint 22/3' Superoctav 2' Cornet 5x 8' Mixtur 5-6x 2' Zimbel 4x 11/3' Trompete 16' Trompete 8' Trompete 4' | Bourdon 16' Diapason 8' Flûte harmonique 8' Gambe 8' Voix céleste 8' Violoctav 4' Flûte octaviante 4' Flute conique 2' Flageolet 1' Cornet 3x 22/3' Plein jeu 5x 2' Basson 16' Trompette harmonique 8' Hautbois 8' Voix humaine 8' |